# Acústico en el Gran Teatro Nacional (Vol. 1)
Acústico en el Gran Teatro Nacional (Vol. 1) es el cuarto álbum en vivo de la banda de rock Libido. Comprende la primera Parte del Concierto Acústico Grabado durante su presentación del 28 de febrero de 2019 en el Gran Teatro Nacional, Lima - Perú. Se lanzó el 22 de abril de 2022.
Es el primer disco de la banda en formato Vinilo o LP, el disco fue lanzado por la productora independiente CAL Comunicaciones y Discos Eternos.
Cuenta con la participación de músicos invitados como Gerardo Lama en percusiones, la cantante Limeña Bea Mar en coros, el tecladista de la banda peruana Amen Henry Ueunten en piano, teclados y programaciones, quien además participó en el primer disco acústico de la banda Libido acústica, lanzado en el año 2004, y el cuarteto de cuerdas dirigido por el músico Renzo Ángeles Small.

## Lista de canciones
| Lado A |                                                        |                 |          |  |
| N.º    | Título                                                 | Escritor(es)    | Duración |  |
| 1.     | «Frágil» (Canción del disco "Pop*Porn")                | Manolo Hidalgo  | 04:00    |  |
| 2.     | «Mal Tiempo» (Canción del disco "Libido")              | Manolo Hidalgo  | 03:43    |  |
| 3.     | «Mabel» (Canción del disco "Lo Último que Hablé Ayer") | Manolo Hidalgo  | 04:17    |  |
| 4.     | «Estoy Tan Gris» (Canción del disco "Pop*Porn")        | Jeffry Fischman | 03:54    |  |
| 5.     | «Tan Suave» (Canción del disco "Rarezas")              | Manolo Hidalgo  | 04:17    |  |

| Lado B |                                                   |                 |          |  |
| N.º    | Título                                            | Escritor(es)    | Duración |  |
| 1.     | «Esther Fe» (Canción del disco "Hembra")          | Manolo Hidalgo  | 04:07    |  |
| 2.     | «Hembra» (Canción del disco "Hembra")             | Jeffry Fischman | 04:34    |  |
| 3.     | «Como Estás?» (Canción del disco Pop*Porn")       | Jeffry Fischman | 04:27    |  |
| 4.     | «Tu Rostro» (Canción del disco "Hembra")          | Jeffry Fischman | 04:27    |  |
| 5.     | «En Esta Habitación» (Canción del disco "Hembra") | Jeffry Fischman | 04:53    |  |

## Integrantes
- Salim Vera - Voz.
- Manolo Hidalgo - Primera guitarra.
- Juanpablo Del Águila - Bajo y coros.
- Hugo Ortíz - Batería y percusión.
- Lucho Benzáquen - Segunda Guitarra.

## Músicos invitados
- Henry Ueunten - Piano, teclados y programación
- Bea Mar - Coros.
- Gerardo Lama - Percusión.
- Cuarteto de Cuerdas, Dirección: Renzo Ángeles Small.